# Article tres de la Constitució dels Estats Units
L'article III de la Constitució dels Estats Units crea el Poder Judicial del Govern federal dels Estats Units. El Poder Judicial està format per la Cort Suprema dels Estats Units i els tribunals federals d'inferior rang legalment establerts pel Congrés dels Estats Units.

## Secció u: Els tribunals federals
La secció u de l'article tres de la constitució dels Estats Units diu així: 
| « | (català) El poder judicial dels Estats Units, serà exercit per una Cort Suprema i en els tribunals inferiors que el Congrés pot de tant en comptes institueixi i estableixi. Els jutges, tant del Tribunal Suprem com dels inferiors, continuaran en les seves funcions mentre observin bona conducta i rebran en períodes fixos, rebran pels seus serveis una compensació que no podrà ser disminuïda durant la seva encàrrec. | (anglès) The judicial Power of the United States, shall be vested in one supreme Court, and in such inferior Courts as the Congress may from time to time ordain and establish. The Judges, both of the supreme and inferior Courts, shall hold their Offices during good Behavior, and shall, at stated Times, receive for their Services a Compensation which shall not be diminished during their Continuance in Office. | » |

Aquesta secció diposita el poder judicial en els tribunals federals, crea el Tribunal Suprem i permet l'existència de tribunals de menor rang, exigint una bona conducta dels jutges en l'exercici del seu càrrec i prohibint la disminució del seu sou.

### Autoritat
Es concedeix tota l'autoritat en matèria judicial als tribunals de justícia.

### Nombre de tribunals
La secció exigeix explícitament "una" Cort Suprema, però no dona més detalls sobre el nombre de jutges que la componen. El nombre de jutges ha estat fixat per la llei, sent en l'actualitat nou: un jutge president i vuit jutges associats.
La Cort Suprema és l'únic tribunal federal l'existència del qual està determinada per la Constitució.

### Nomenament i ocupació
Els jutges federals, nomenats pel President amb el consell i confirmació del Senat, ocupen els seus llocs "mentre observin bona conducta", una frase que ha estat interpretada com "durant la resta de les seves vides", encara que poden renunciar o retirar-se voluntàriament. Els jutges, com a funcionaris federals, poden ser cessats si són sotmesos a un judici polític al Congrés (impeachment).

### Salaris
La remuneració dels jutges no pot ser disminuïda durant l'exercici del seu càrrec, encara que sí que pot ser augmentada.

## Secció dos: Jurisdicció federal i judici amb jurat
La secció dos especifica la jurisdicció dels tribunals federals i estipula que els judicis siguin amb jurat en tots els casos penals, excepte en casos de destitució (impeachment). La secció dos de l'article tres de la constitució dels Estats Units diu així:
| « | (català) El Poder Judicial entendrà en totes les controvèrsies, en Dret i Equitat sorgeixin sota aquesta Constitució, les lleis dels Estats Units i dels tractats celebrats o que se celebrin sota la seva autoritat, en totes les controvèrsies que afecten ambaixadors, altres ministres públics i Cònsols, en totes les controvèrsies de la jurisdicció de almirallat i marítima; -Per les controvèrsies en què els Estats Units seran parts; -Per controvèrsies entre dos o més estats, -entre un Estat i els ciutadans d'un altre Estat; -entre ciutadans de diferent Estats; -entre ciutadans del mateix Estat que reclamin terres en virtut de concessions de diferents Estats i entre un Estat o els ciutadans del mateix i Estats estrangers, ciutadans o súbdits. En tots els casos relatius a ambaixadors, altres ministres públics i cònsols, així com aquells en què un Estat sigui part, la Cort Suprema coneixerà originals. En tots els altres casos que abans es van esmentar el Tribunal Suprem coneixerà en apel·lació, tant del dret com dels fets, amb les excepcions i d'acord amb la reglamentació com el Congrés no farà. Trial Tots els delictes, excepte en els casos d'acusació, serà per jurat; i com a prova es durà a terme a l'Estat on s'hagi comès aquests delictes; però quan no s'hagi comès dins de qualsevol Estat, el judici se celebrarà en el lloc o llocs que el Congrés pot per mitjà d'una llei. | (anglès) The judicial Power shall extend to all Cases, in Law and Equity, arising under this Constitution, the Laws of the United States, and Treaties made, or which shall be made, under their Authority;—to all Cases affecting Ambassadors, other public Ministers and Consuls;—to all Cases of admiralty and maritime Jurisdiction;—to Controversies to which the United States shall be a Party;—to Controversies between two or more States;—between a State and Citizens of another State;—between Citizens of different States;—between Citizens of the same State claiming Lands under Grants of different States, and between a State, or the Citizens thereof, and foreign States, Citizens or Subjects. In all Cases affecting Ambassadors, other public Ministers and Consuls, and those in which a State shall be Party, the supreme Court shall have original Jurisdiction. In all the other Cases before mentioned, the supreme Court shall have appellate Jurisdiction, both as to Law and Fact, with such Exceptions, and under such Regulations as the Congress shall make. Trial of all Crimes, except in Cases of Impeachment, shall be by Jury; and such Trial shall be held in the State where the said Crimes shall have been committed; but when not committed within any State, the Trial shall be at such Place or Places as the Congress may by Law have directed. | » |

### Jurisdicció limitada
Els tribunals federals són tribunals de jurisdicció limitada i no de jurisdicció general. Això vol dir que els tribunals de jurisdicció limitada només poden jutjar aquells casos en els quals tenen competència. Aquestes competències són:
- Qüestions de jurisdicció federal: els casos que sorgeixen en virtut de la Constitució, les lleis federals i els tractats.
- Jurisdicció diplomàtica: casos d'ambaixadors, altres ministres públics i cònsols.
- Jurisdicció de l'almirantat: els casos de les aigües navegables.
- Jurisdicció de parts federal: els casos en què els Estats Units és una de les parts.
- Jurisdicció de l'Estat: els casos entre dos o més Estats.
- Jurisdicció de la diversitat: els casos entre ciutadans de diferents estats.
- Jurisdicció de donació de terres: els casos entre ciutadans del mateix Estat que reclamin terres en virtut de les subvencions dels diferents estats.
- Jurisdicció d'estrangeria: en particular els casos:
  - un Estat i un Estat estranger;
  - els ciutadans d'un Estat i un Estat estranger;
  - els ciutadans d'un Estat i els ciutadans o súbdits d'un Estat estranger, un Estat i els ciutadans d'un altre Estat o ciutadans o súbdits d'un Estat estranger, on l'Estat és el demandant inicial.

L'article tres no determina quin és l'aplicació directa de la matèria sobre la qual els tribunals federals poden tenir jurisdicció. El Congrés decideix, entre les competències especificades en l'article tres, quin és la jurisdicció que tindran realment els tribunals federals.

### Esmena onze
El 1793, la Cort Suprema va dictaminar que els estats no estaven exempts de ser sotmesos a plet per part de particulars. En resposta, el Congrés va aprovar l'esmena onze per a protegir els estats de ser demandats en els tribunals federals.

### Casos i controvèrsies
Els tribunals federals solament pot veure casos reals o resoldre opinions oposades. El poder judicial no s'estén a situacions hipotètiques o a aquelles que han estat excloses a causa de problemes de dret, falta de fonament o de maduresa.

### Jurisdicció en única instància i d'apel·lació
La secció dos estipula que la Cort Suprema té jurisdicció en única instància en casos que afecten ambaixadors, ministres i cònsols, i controvèrsies en les quals una de les parts sigui un Estat. En altres casos, la Cort Suprema solament té jurisdicció d'apel·lació, que pot regular el Congrés. No obstant això, el Congrés no pot esmenar la jurisdicció en única instància del Tribunal. El cas de Marbury contra Madison (1803) va establir que el Congrés no pot ampliar ni restringir la jurisdicció en única instància de la Cort Suprema. No obstant això, el Congrés sí que pot regular la jurisdicció d'apel·lació.

### Judici amb jurat
Finalment, la secció dos estipula que quan es jutgi qualsevol delicte, excepte en casos de impeachment, ha de ser per mitjà d'un jurat. El judici que es parla tindrà lloc en l'Estat en què el delicte s'hagi comès; però quan no s'hagi comès dins dels límits de cap Estat, el judici se celebrarà en el lloc o llocs que el Congrés hagi disposat per mitjà d'una llei.

## Secció tres: Traïció
La secció tres de l'article tres de la constitució dels Estats Units diu així: 
| « | (català) La traïció contra els Estats Units consistirà únicament en fer la guerra en contra o en unir-se als seus enemics, donant-los ajuda i protecció. A cap persona se li condemnarà per traïció si no és pel testimoni de dos testimonis del mateix acte perpetrat obertament o d'una confessió en sessió pública. El Congrés tindrà facultat per fixar la pena de traïció, però no Attainder de Traïció podrà treballar a la Corrupció de la Sang, o confiscació dels seus béns durant la vida de la persona condemnada. | (anglès) Treason against the United States, shall consist only in levying War against them, or in adhering to their Enemies, giving them Aid and Comfort. No Person shall be convicted of Treason unless on the Testimony of two Witnesses to the same overt Act, or on Confession in open Court. The Congress shall have Power to declare the Punishment of Treason, but no Attainder of Treason shall work Corruption of Blood, or Forfeiture except during the Life of the Person attainted. | » |

La secció tres defineix la traïció i el seu càstig. La Constitució defineix la traïció com a actes específics, a saber, "fer la guerra en contra dels [Estats Units], o a unir-se als seus enemics, donant-los ajuda i protecció". Contrasta amb la llei inglésa, on existeix una varietat de crims, incloent-hi la conspiració per matar el rei o "violar" a la reina, que es castiguen com a traïció a la pàtria.
La pena de traïció no pot "privar del dret d'heretar o de transmetre béns per herència, ni produirà la confiscació dels seus béns més que en vida de la persona condemnada". Els descendents d'algú que ha estat condemnat de traïció no són "tacats" com en la llei d'Anglaterra.